# Parodontium
Het parodontium of steunweefsel van de tand bestaat uit de kaken (processus alveolaris), het wortelcement, met ertussen het periodontium en de aangehechte gingiva (=tandvlees).  
Het ligamentum parodontale (of wortelvlies) bestaat uit bindweefselligamentjes die de tand in de tandkas (=alveole) vasthouden. Verder bevat het ligamentum parodontale zowel odontoblasten als cementoblasten en zijn er drukgevoelige receptoren aanwezig. Het ligamentum parodontale vormt als het ware een schokdempende laag tussen de tand en de kaken.
Wanneer er regelmatig ontstekingen van het tandvlees zijn, kunnen bacteriën naar het parodontium migreren en dit steunweefsel gaan aantasten, alsook het aangrenzend kaakbeen, inclusief tandkas. Men spreekt dan van parodontitis.